# Shirley Bassey (album)
Pour la chanteuse, voir Shirley Bassey.
Albums de Shirley Bassey
Shirley
(1961) Let's Face the Music
Singles
Shirley Bassey est le cinquième album studio de Shirley Bassey, sorti en 1961. Il est classé no 14 au UK Albums Chart.
Shirley Bassey contient quelques reprises de chansons populaires comme ces deux succès de Glenn Miller et Ray Eberle (The Nearness of You (en) et Fools Rush In (Where Angels Fear to Tread)) ; un standard de jazz, Angel Eyes ; deux titres de Jimmy McHugh et Harold Adamson (A Lovely Way to Spend an Evening et Where Are You ?) ; trois chansons de Richard Rodgers (You're Nearer, popularisée la même année par Judy Garland, Where or When et le tube Climb Ev'ry Mountain, extraite de la comédie musicale La Mélodie du bonheur). D'autres titres récents figurent également sur l'album, comme Love Is a Many-Splendored Thing, Oscar de la meilleure chanson originale en 1955 ; trois chansons assez obscures (Who Are We ?, This Love of Mine et Goodbye Lover-Hello Friend) et une chanson française, hit aux États-Unis en 1957 : Till.
Shirley sort en 33 tours puis est réédité par EMI en 33 tours en 1997.

## Liste des chansons

### Face A
1. Love Is a Many-Splendored Thing (Sammy Fain, Paul Francis Webster)
2. The Nearness of You (en) (Hoagy Carmichael, Ned Washington)
3. Fools Rush In (Where Angels Fear to Tread) (Rube Bloom, Johnny Mercer)
4. Who Are We ? (Jay Livingston, Paul Francis Webster)
5. Angel Eyes (Matt Dennis, Earl Brent)
6. Till (Charles Danvers, Carl Sigman)

### Face B
1. A Lovely Way to Spend an Evening (Jimmy McHugh, Harold Adamson)
2. This Love of Mine (Frank Sinatra, Sol Parker, Henry W. Sanicola) - 3.06
3. You're Nearer (Richard Rodgers, Lorenz Hart)
4. Goodbye Lover-Hello Friend (Norman Newell, Michael Carr)
5. Where or When (Richard Rodgers, Lorenz Hart)
6. Where Are You ? (Jimmy McHugh, Harold Adamson)
7. Climb Ev'ry Mountain (Richard Rodgers, Oscar Hammerstein II)

## Personnel
- Shirley Bassey – chant
- Norman Newell - producteur
- Geoff Love – arrangements, orchestration, direction d'orchestre
- The Rita William Singers - chœurs